# François-Xavier Ajavon
François-Xavier Ajavon (Versailles, 1977) è un filosofo, scrittore e polemista francese.
Specialista della storia dell'eugenetica pre-galtoniana e polemista sulla stampa. Autore del libro L'eugénisme de Platon, L'Harmattan, 2002, (“L'eugenetica di Platone”) e di numerosi articoli scientifici sulla storia dell'eugenetica.
Autore di numerosi articoli polemici apparsi sulla stampa francofona (Le Monde, Libération, Le Soir, Jerusalem Post, ecc.).